# Patrick Manson
Pour les articles homonymes, voir Manson.

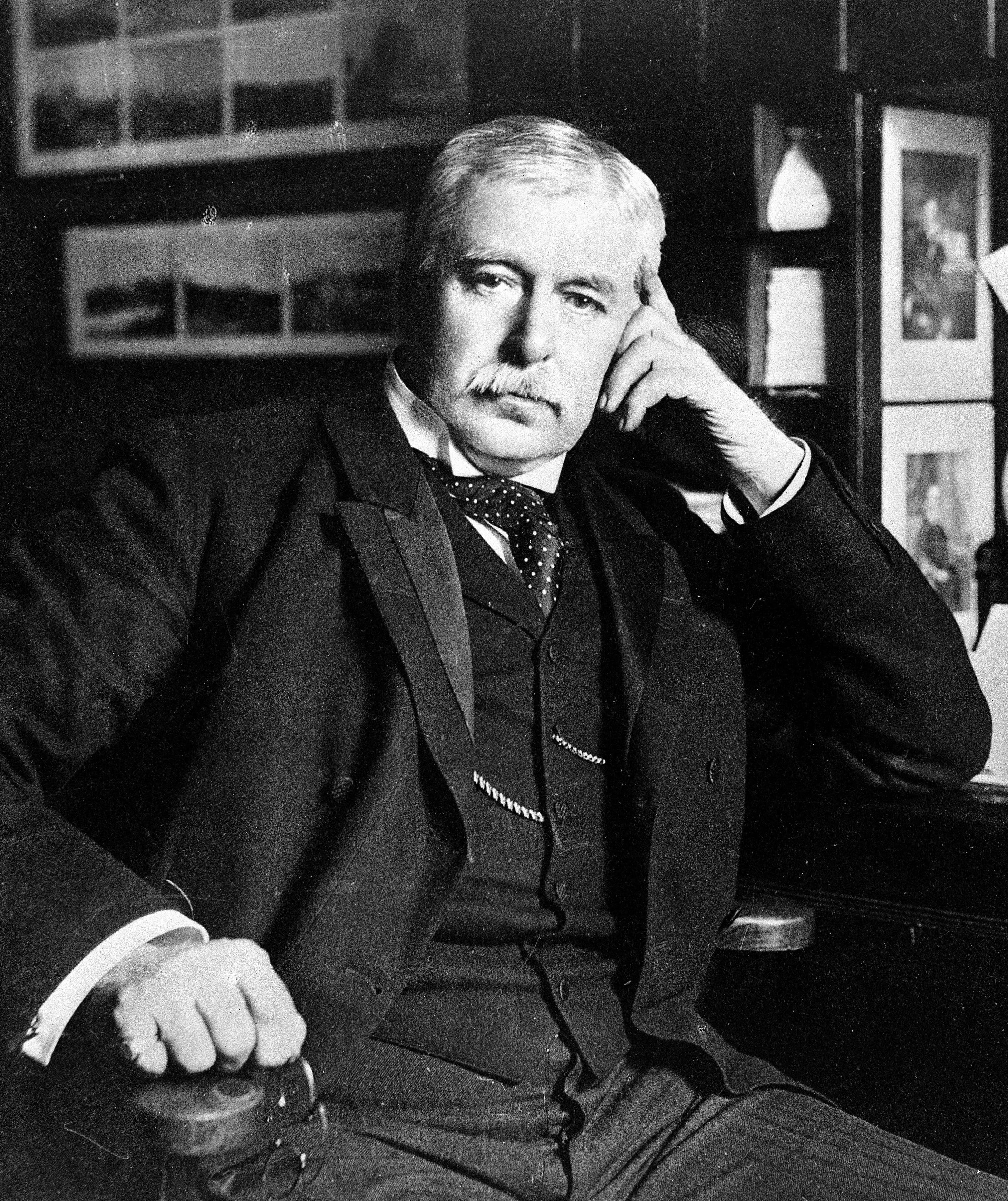
Patrick Manson.

Sir Patrick Manson est un médecin britannique, né le 3 octobre 1844 à Old Meldrum près d'Aberdeen et mort le 9 avril 1922 à Londres.

## Biographie
Il est le fils de John Manson et d’Elizabeth née Blaihie. Il obtient son Bachelor of Medicine à l’université d'Aberdeen en 1865, son Master in Surgery en 1866, son Medical Doctorat et son doctorat en droit en 1886.
De 1866 à 1889, il pratique la médecine à Hong Kong et dans d’autres villes côtières chinoises. Il démontre que le moustique est l’hôte obligatoire d’un ver, la filaire de Bancroft (Filaria bancrofti), celui-ci étant la cause de la filariose. Il émet alors en 1878 l’hypothèse que l’agent causant le paludisme est lui aussi transmis par un moustique du genre Culex mais pense à tort que les hommes se contaminent en buvant l'eau dans laquelle a pondu le moustique. Cette découverte est l’une des principales découvertes en parasitologie permettant de comprendre la transmission des maladies parasitaires. Il se marie en 1875 avec Henrietta Isabella Thurbun dont il aura trois fils et une fille.
Il fonde l’école médicale de Hong Kong qui deviendra plus tard, en 1911, une université. Il retourne à Londres en 1890 et participe à la fondation de l’École de médecine tropicale en 1899 et y donne des cours. Il est anobli en 1903. Il obtient un doctorat en sciences honoraire de l’université d’Oxford en 1904.

## Œuvres
Il fait notamment paraître Tropical Diseases: a Manual of the Disaeses of Warm Climates en 1898, Lectures on Tropical Diseases en 1905, avec Charles Wilberforce Daniels (1862-1927) Diet in the Diseases of Hot Climates (1908).